# Йоган Рубен Родрігес
Йоган Рубен Родрігес (ісп. Johan Rodríguez, нар. 15 серпня 1975, Монтеррей) — мексиканський футболіст, що грав на позиції захисника.
Виступав, зокрема, за клуби «Крус Асуль» та «Сантос Лагуна», а також національну збірну Мексики.

## Клубна кар'єра
У дорослому футболі дебютував 1996 року виступами за команду клубу «Крус Асуль», в якій провів два сезони, взявши участь у 61 матчі чемпіонату. Більшість часу, проведеного у складі «Крус Асуль», був основним гравцем захисту команди.
Своєю грою за цю команду привернув увагу представників тренерського штабу клубу «Сантос Лагуна», до складу якого приєднався 1999 року. Відіграв за команду з Торреона наступні п'ять сезонів своєї ігрової кар'єри. Граючи у складі «Сантос Лагуни» також здебільшого виходив на поле в основному складі команди.
Згодом з 2004 по 2006 рік грав у складі команд клубів «Некакса» та «Монаркас».
Завершив професійну ігрову кар'єру у клубі «Керетаро», за команду якого виступав протягом 2006—2007 років.

## Виступи за збірну
2000 року дебютував в офіційних матчах у складі національної збірної Мексики. Протягом кар'єри у національній команді, яка тривала усього 3 роки, провів у формі головної команди країни 19 матчів, забивши 2 голи.
У складі збірної був учасником розіграшу Кубка Америки 2001 року у Колумбії, де разом з командою здобув «срібло», чемпіонату світу 2002 року в Японії і Південній Кореї.

## Титули і досягнення
- Срібний призер Кубка Америки: 2001